# Henk Vermetten

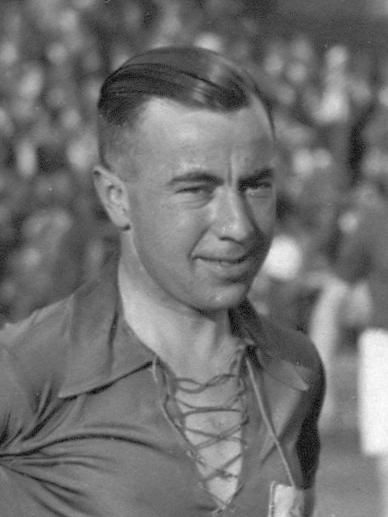
Henk Vermetten (1930)

Hendrik ("Henk") Arnoldus Vermetten (Kralingen, 19 augustus 1895 – Scheveningen, 7 augustus 1964) was een Nederlands voetballer die als verdediger speelde.
Vermetten speelde van 1921 tot 1935 voor HBS waarmee hij in 1925 Nederlands kampioen werd. Voor HBS speelde hij 268 wedstrijden waarin hij 16 doelpunten maakte.
Tussen 1924 en 1925 en in 1930 speelde hij zes keer voor het Nederlands voetbalelftal waarbij hij tweemaal aanvoerder was. Met Nederland nam hij deel aan de Olympische Zomerspelen in 1924 in Parijs waar Nederland als vierde eindigde. Na vijf jaar afwezigheid maakte hij in 1930 zijn rentree in het Nederlands elftal.